# Golfens världsrankning, herrar
Golfens världsrankning för herrar, Official World Golf Rankings är rankningen av världens bästa herrproffs i golf. Metoden betraktas som officiell världsrankning. Världsrankningen introducerades 1986 och grundar sig på de fyra majortävlingarna och de sex professionella tourerna PGA Tour, PGA European Tour, Asian Tour, PGA Tour of Australasia, Japan Golf Tour och Sunshine Tour. Poäng erhålls även för höga placeringar på Canadian Tour, Nationwide Tour och Challenge Tour.

## Historik
Initiativet till grundandet av golfens världsrankning kom från tävlingskommittén i Royal and Ancient Golf Club of St Andrews som på 1980-talet ansåg att det system för inbjudningar till The Open Championship inte visade rätt eftersom många spelare tävlade på flera olika tourer samt från Mark McCormack som var den förste ordföranden i den internationella rådgivande kommittén som övervakar rankningen.
Den första rankninglistan kom strax före 1986 års The Masters Tournament och sex högsta rankade spelarna då var Bernhard Langer, Seve Ballesteros, Sandy Lyle, Tom Watson, Mark O'Meara och Greg Norman. De tre bästa spelarna var alltså européer men det fanns 30 amerikaner bland de 50 bästa (jämfört med 20 vid slutet av 2005).
Till en början beräknades rankningen över en treårsperiod men detta reducerades till en tvåårsperiod 1995. Några år efter att beräkningssystemet hade ändrats så att istället för att en halv poäng avräknades från varje resultat för det första året och den andra halvan det andra året, så minskades resultatet med en åttondels poäng var 13:e vecka. Till en början använde endast tävlingskommittén på R&A systemet men PGA Tour började att använda det 1990 och 1997 använde alla de stora tourerna systemet. Vid den tiden döptes systemet om från Sony Rankings till Official World Golf Rankings (golfens världsrankning). Rankningen övervakas i Virginia Water i Surrey, England.
Tolv spelare har varit världsettor sedan 1986. Seve Ballesteros övertog ledningen från Berhard Langer och tävlade med Greg Norman om förstaplatsen. Därefter tog Nick Faldo över som Greg Normans rival. Ian Woosnam och Fred Couples hade ledningen 1991-1992 innan Nick Faldo åter igen tog förstaplatsen som han innehade till 1994 när Nick Prices bästa år förde honom högst upp. Efter Tom Lehmans enda vecka i toppen har rankningen dominerats av Tiger Woods från 1997-2005 med några få avbrott av Ernie Els och David Duval. I september 2004 blev Vijay Singh den tolfte världsettan och han och Woods byttes av flera gånger under 2005 men slutligen så blev det Woods som drog ifrån i ledningen.

## Beräkning av rankningen
Poäng erhålls på basis av slutresultaten i de officiella tävlingarna på de tourer som räknas. Antalet poäng beror på statusen på tävlingen och hur spelarna som deltar är rankade. De fyra majortävlingarna ger 100 poäng till segraren. Segraren i The Players Championship får 80 poäng och segrarna i de tre individuella tävlingarna i World Golf Championships får någonstans kring 60 - 80 poäng beroende på startfältets styrka (enligt rankninglistan). De flesta tävlingarna på den amerikanska PGA-touren ger cirka 40 - 60 poäng och på PGA European Tour omkring 20 - 60 poäng. På övriga tourer ger de flesta tävlingarna ensiffriga poäng men det finns tävlingar som ger över 10 poäng. Hur många poäng en tävling ger, baseras på startfältets styrka. En tävling med många högt rankade spelare ger fler poäng än en tävling med färre högt rankade spelare. En tävling som ena året ger exempelvis 48 poäng till segraren, kan nästa år ge exempelvis 52 poäng, beroende på att den lockat fler högt rankade spelare. Om den istället attraherar färre högt rankade spelare kan den istället tappa tillgängliga OWGR-poäng. Undantag är de fyra majortävlingarna som alltid ger 100 poäng till vinnaren, samt PGA-tourens The Players Championship som alltid ger 80 poäng till vinnaren. Europatourens motsvarighet till The Players Championship, BMW PGA Championship, ger alltid minst 64 poäng, men kan ge fler beroende på startfältets styrka.
Varje spelares personliga rankning beräknas utifrån de poäng han har erhållit under de två föregående åren. Underlaget är de tävlingar som spelaren har deltagit under den senaste tvåårsperioden med en minskning av poängen med en åttondel var trettonde vecka för att ge prioritet åt de senaste tävlingarna. Spelarens justerade resultat läggs sedan samman till en total som divideras med antal spelade rankningtävlingar under de senaste två åren, dock minst 40 och högst 56. Det innebär att den spelare som har vunnit flest tävlingar inte nödvändigtvis hamnar på förstaplatsen. Det som räknas är genomsnittspoängen.
Varje måndag släpps nya rankninglistor.

## Rankningens betydelse
En professionell spelares rankning har stor betydelse för hans karriär. Till exempel så ger en rankning bland de 50 bästa spelarna i världen automatiskt tillträde till tre av de fyra majortävlingarna; The Masters Tournament, US Open och The Open Championship men kan även betyda att spelaren får delta i PGA Championship. Rankningen är även underlag för vilka spelare som får delta i det internationella laget i Presidents Cup och ett av kriterierna för att få delta i det europeiska laget i Ryder Cup. Rankningen är också till hjälp vid valet av vilka spelare som får delta i flera andra tävlingar.

## Golfens världsettor sedan 1986
I tabellen visas de spelare som har legat etta sedan 1986 fram till 21 september 2014.
| Ranking | Spelare          | Land        | Veckor | Ordning | Majors |
| ------- | ---------------- | ----------- | ------ | ------- | ------ |
| 1       | Tiger Woods      | USA         | 683    | 9       | 14     |
| 2       | Greg Norman      | Australien  | 331    | 3       | 2      |
| 3       | Nick Faldo       | England     | 97     | 4       | 6      |
| 4       | Seve Ballesteros | Spanien     | 61     | 2       | 5      |
| 5       | Luke Donald      | England     | 56     | 15      | 0      |
| 6       | Ian Woosnam      | Wales       | 50     | 5       | 1      |
| 7       | Rory McIlroy     | Nord Irland | 47     | 16      | 4      |
| 8       | Nick Price       | Zimbabwe    | 44     | 7       | 3      |
| 9       | Vijay Singh      | Fiji        | 32     | 12      | 3      |
| 10      | Lee Westwood     | England     | 22     | 13      | 0      |
| 11      | Fred Couples     | USA         | 16     | 6       | 1      |
| 12      | David Duval      | USA         | 15     | 11      | 1      |
| 13      | Adam Scott       | Australen   | 11     | 17      | 1      |
| 14      | Ernie Els        | Sydafrika   | 9      | 10      | 4      |
| 15      | Martin Kaymer    | Tyskland    | 8      | 14      | 2      |
| 16      | Bernhard Langer  | Tyskland    | 3      | 1       | 2      |
| 17      | Tom Lehman       | USA         | 1      | 8       | 1      |

Ordning – indikerar i vilken följd spelare blev världsetta i först gången.
Majors – antalet vunna majors i karriären